# Fallin'
«Fallin'» —en español: «Cayendo»— es una canción de la artista estadounidense Alicia Keys. Sirvió como primer sencillo de Keys de su álbum de debut, Songs in A Minor (2001). Escrita y producida por Keys, que fue lanzado por los expedientes de J a la radio y canales de video en 2001. La canción es generalmente considerado su canción de la firma.

## Vídeo musical
El vídeo musical de «Fallin'», dirigido por Chris Robinson. A diferencia de la mayoría de los otros vídeos R&B contemporáneo, el vídeo de «Fallin'» era un clip de bajo perfil, sin baile. El vídeo comienza con una radio "Girlfriend", donde Keys está sentado en un piano. La parcela dispone de teclas que viajan a una prisión para visitar a su novio encarcelado. La trama se continúa en el vídeo de siguiente sencillo, «A Woman's Worth», que explora lo que sucede cuando el novio de Keys se libera y, con su ayuda, se ajusta a la vida normal. Keys dijo en una entrevista que se suponía que ella era la que debía estar en la cárcel, y su novio era el que la visitaba.

## Lista de canciones y formatos
- Sencillo en CD

1. «Fallin'» (Radio Edit) — 3:16
2. «Fallin'» (Álbum Versión) — 3:30
3. «Fallin'» (Extended Remix, feat. Busta Rhymes & Rampage) — 4:15
4. «Fallin'» (Remix, w/o Rap) — 3:35
5. «Fallin'» (Remix Instrumental) — 4:15
6. «Fallin'» Video

- Enhanced Sencillo en CD

1. «Fallin'» (Radio Versión) — 3:16
2. «Fallin'» (Remix, feat. Busta Rhymes & Rampage) — 4:15
3. «Rear View Mirror» — 4:03
4. «Fallin'» Video/Picture Gallery/Lyrics

- Sencillo en Europa

1. «Fallin'» (Radio Edit) — 3:16
2. «Fallin'» (Instrumental) — 3:06
3. «Fallin'» (Call Out Hook) — 0:10

- Promo sleeve single

1. «Fallin'» — 3:30
2. «Fallin'» (Remix, feat. Busta Rhymes & Rampage) — 4:15

- Promo single

1. «Fallin'» (Radio Edit) — 3:16
2. «Fallin'» (Remix, feat. Busta Rhymes & Rampage) — 4:15

## Posicionamiento
| Listas (2001–2002)                         | Máxima posición |
| ------------------------------------------ | --------------- |
| Alemania (Offizielle Deutsche Charts)      | 2               |
| Australia (ARIA)                           | 7               |
| Austria (Ö3 Austria Top 40)                | 3               |
| Bélgica (Flandes) (Ultratop 50)            | 1               |
| Bélgica (Valonia) (Ultratop 50)            | 3               |
| Canadá (Canadian Hot 100)                  | 24              |
| Dinamarca (Tracklisten)                    | 14              |
| España (Top 100 Canciones)                 | 6               |
| Estados Unidos (Billboard Hot 100)         | 1               |
| Estados Unidos (Mainstream Top 40)         | 1               |
| Estados Unidos (Hot R&B/Hip-Hop Songs)     | 1               |
| Estados Unidos (Adult Top 40)              | 14              |
| Estados Unidos (Adult Contemporary)        | 24              |
| European Hot 100                           | 3               |
| Francia (SNEP)                             | 5               |
| Irlanda (IRMA)                             | 3               |
| Italia (FIMI)                              | 3               |
| Nueva Zelanda (Recorded Music NZ)          | 1               |
| Noruega (VG-lista)                         | 2               |
| Países Bajos (Dutch Top 40)                | 1               |
| Reino Unido (UK Singles Chart)             | 3               |
| Suecia (Sverigetopplistan)                 | 7               |
| Suiza (Schweizer Hitparade)                | 2               |
| Listas (2012)                              | Mejor posición  |
| Corea del Sur International Singles (Gaon) | 161             |